# Бабич Ігор Анатолійович
Ігор Анатолійович Ба́бич (нар. 4 квітня 1937, Красний Колядин) — український співак (баритон). Заслужений артист УРСР з 1974 року.

## Біографія
Народився 4 квітня 1937 року в селі Красному Колядині (нині Прилуцький район Чернігівської області, Україна). Навчався в школі в рідному селі. 1965 року закінчив Київське музичне училище (клас вокалу В. Безручкіна).
З 1965 року — соліст капели «Думка».

## Творчість
Виконував сольні партії у вокально-симфонічних творах: «Реквієм», «Коронаційна меса», «Реквієм-тревіс» Вольфганга Амадея Моцарта; «Меса ре мінор» Йозефа Гайдна; «Б'ють пороги» Миколи Лисенка; «Сад божественних пісень» Івана Карабиця, а також у хорових творах без супроводу Дмитра Бортнянського, Павла Чеснокова, Миколи Леонтовича, Володимира Зубицького.